# José María Gelabert
José María Gelabert (Santa Fe, 19 de marzo de 1820 - Paraná, 23 de noviembre de 1897) fue un sacerdote católico argentino, segundo obispo de Paraná, especialmente conocido por su lucha contra el establecimiento del registro civil.

## Biografía
Hijo de Francisco de Paula Gelabert y Vicenta Crespo, ingresó al seminario diocesano de Buenos Aires, siendo ordenado sacerdote en 1842. Regresó a Santa Fe, donde fue cura párroco de una iglesia de la ciudad. Se lo consideraba un seguidor fiel del cura de la iglesia matriz, José de Amenábar. En 1852 fue nombrado delegado eclesiástico del obispo de Buenos Aires en la ciudad de Santa Fe; en esa función recorrió los curatos de la campaña santafesina. Desde 1860 fue cura rector de la Iglesia Matriz, ya como delegado del nuevo obispo de Paraná, diócesis de la cual dependía Santa Fe desde 1859.
Al producirse el fallecimiento del obispo Luis Gabriel Segura en octubre de 1862, el gobierno de Bartolomé Mitre no pudo ocuparse de enviar una terna de candidatos al obispado; tras una larga guerra civil —que aún no había terminado— el gobierno se había reinstalado en la ciudad de Buenos Aires, y estaba dedicado especialmente a crear las instituciones nacionales. De modo que solamente a fines de 1864 el gobierno envió la terna de candidatos, cuyo primer lugar ocupaba el párroco de Santa Fe, José María Gelabert. Este fue nombrado obispo de Paraná el 27 de marzo de 1865, y fue consagrado en Buenos Aires el 21 de septiembre de 1865 por el obispo de esa diócesis, monseñor Mariano José de Escalada. Asumió su cargo de obispo el 1 de octubre de 1865.
Su diócesis abarcaba las provincias de Entre Ríos, Santa Fe y Corrientes; la pérdida de la categoría de capital de la Confederación Argentina de la ciudad de Paraná y el propio origen santafesino del obispo lo habilitaron a considerar que no era obispo de Paraná, sino del Litoral. En los hechos, trasladó la sede del obispado a la ciudad de Santa Fe.
No obstante, dedicó sus años de obispo a recorrer toda la diócesis, especialmente el interior de la provincia de Entre Ríos; se lo considera fundador de varias parroquias, cuyos edificios inició; tal es el caso de la parroquia de Colón, a la cual castigaría con un entredicho eclesiástico —por el que se negaba la provisión de un cura párroco y el obispo rechazaba visitar la localidad— entre 1868 y 1870 debido al asesinato del primer capellán de la ciudad.
En 1867 se enfrentó duramente con el gobernador santafesino Nicasio Oroño, que apoyaba la inmigración europea sin discriminar entre católicos y protestantes; y que, por esa razón, creó el primer registro civil del país, para favorecer los casamientos, bautismos y entierros de los protestantes. Hasta ese momento, el registro público de los nacimientos, casamientos y fallecimientos lo llevaba únicamente la Iglesia católica a través de sus párrocos, por lo que muchos religiosos interpretaron la creación de un registro civil como un ataque a los privilegios de la Iglesia. Uno de los más enérgicos en esta postura, y el que más poder tenía para enfrentar al gobernador, fue el obispo Gelabert. Anatemizó las leyes que creaban el registro civil, calificándola de "anticristiana, anticatólica, antisocial y corruptora de las más saludables disciplina de la Iglesia"; organizó procesiones, y predicó desde el púlpito contra el gobernador, al que amenazó con la excomunión. Por su parte, Oroño se negó a ceder en nada; pero esa intransigencia lo debilitó y permitió la formación de un grupo político opositor, heredero del ya desaparecido Partido Federal, que derrocó a Oroño en una revolución estallada en enero de 1868. El líder de la revolución, Mariano Cabal, fue elegido gobernador; una de sus primeras medidas fue derogar la ley del registro civil. No obstante, sería el mismo ministro de gobierno de Cabal, Simón de Iriondo quien —una vez elegido gobernador— reinstauraría el registro civil en Santa Fe, calmando a Gelabert con una actitud mucho más diplomática que la de Oroño.
Mientras tanto, Gelabert, sabiéndose vencedor de Oroño, decidió cuestionar la educación laica en el Colegio Nacional de Concepción del Uruguay, donde tanto los profesores como los estudiantes tenían fuerte inclinación hacia el anticlericalismo y sentían simpatías por la masonería, cuando no pertenecían a ella. El cura párroco de esa villa, Félix Mozos, escribió al obispo que la juventud del Colegio era "la más pervertida que existe en el universo, por la educación científica que reciben". Pero aunque Gelabert no quiso vencer las posturas del Colegio del Uruguay por la fuerza, en octubre de 1880, en ocasión de una visita pastoral a Concepción del Uruguay, su coche fue apredreado por los estudiantes. El escándalo que se generó fue mayúsculo, y el propio gobierno nacional exigió una investigación a fondo y el castigo a los agresores, seis de los cuales fueron arrestados.
Tras sus enfrentamientos con Oroño, el obispo prefirió concentrar sus esfuerzos en una tarea más pastoral que política. En 1887 invitó a la congregación de las Adoratrices Esclavas del Santísimo Sacramento y de la Caridad a la ciudad de Santa Fe.
En 1888 inició la construcción de una nueva catedral en la Plaza San Martín, a diez cuadras de la plaza principal; se trataba de un proyecto monumental, que ocuparía por completo un terreno de 110 m de largo y alcanzaría en su cúpula los 65 m de altura. La construcción comenzó en 1897, pero casi simultáneamente, el mismo obispo Gelabert decidió construir la actual Catedral de Santa Fe, frente a la plaza céntrica de la ciudad. Pero la obra de la plaza San Martín, que continuó avanzando muy lentamente, resultó demasiado costosa; y nadie estaba seguro de que fuera a ser reconocida como catedral. La obra se detuvo casi por completo a principios de los años 1920 y la parte posterior —lo que hubiera sido el ábside— se transformó en la Iglesia Sagrado Corazón, mirando a la calle opuesta a la plaza. Durante casi un siglo la obra quedó sin terminar, convertida en una ruina. En la actualidad hay proyectos para completar la construcción, respetando los restos pero no el plano original.
En sus últimos años, Gelabert se alejó de Santa Fe y de Paraná, las dos sedes de su obispado, y se estableció en forma permanente en el cercano pueblo de Santo Tomé, donde promovió y dirigió la construcción de la parroquia, a la que nombró con el nombre de Templo de la Inmaculada Concepción y Santo Tomás de Aquino. Dedicaba su tiempo a visitar a los vecinos y a pescar, regalando el producto de su pesca a las familias necesitadas. También fundó una escuela de artes y oficios.
Falleció en Santa Fe el 23 de noviembre de 1897. Sus restos descansan en la catedral de esa ciudad.
A su muerte, la diócesis de Paraná-Santa Fe fue dividida en dos: Santa Fe y Paraná.